# رينتي موناغان
رينتي موناغان (بالإنجليزية: Rinty Monaghan)‏ كان ملاكم محترف أيرلندي من بلفاست صنّف ضمن فئة وزن الذبابة. فاز ببطولة العالم لوزن الذبابة. برز بعد فترة الحرب العالمية الثانية. توفي سنة 1984.

## إحصائيات
خاض خلال مسيرته 69 نزالا، فاز في 52 وتعادل في 8 وخسر في 9. فاز بالضربة القاضية في 19 نزالا.

## روابط خارجية
- رينتي موناغان على موقع بوكس ريك (الإنجليزية) (registration required)